# U parku
U parku je přírodní rezervace na východním okraji obce Vysoké Chvojno v okrese Pardubice. Oblast spravuje Agentura ochrany přírody a krajiny ČR. Důvodem ochrany jsou opukové stráně pod chvojeneckým zámkem s významnou teplomilnou květenou.
Jedná se o lesní stráň porostlou bučinami, případně zbytky černýšové dubohabřiny s jedlí. Stáří bučiny (v horních partiích rezervace) je asi 150 let (k roku 2002). V podrostu se daří některých zajímavým rostlinám, jako je okrotice bílá (Cephalanthera damasonium), kruštík modrofialový (Epipactis purpurata), zvonek broskvolistý (Campanula persicifolia), hrachor černý (Lathyrus niger), strdivka jednokvětá (Melica uniflora), medovník velkokvětý (Melittis melissophyllum), vemeník zelenavý (Platanthera chlorantha) a dvoulistý (P. bifolia) a mnohé další. V přirozeném lesním porostu se daří i xylofágním druhům brouků, jako je například vzácný tesařík Necydalis ulmi nebo kovařík Stenagostus ulmeus. V potoce žije populace strumičníka zlatookého (Osmylus fulvicephalus).

## Galerie

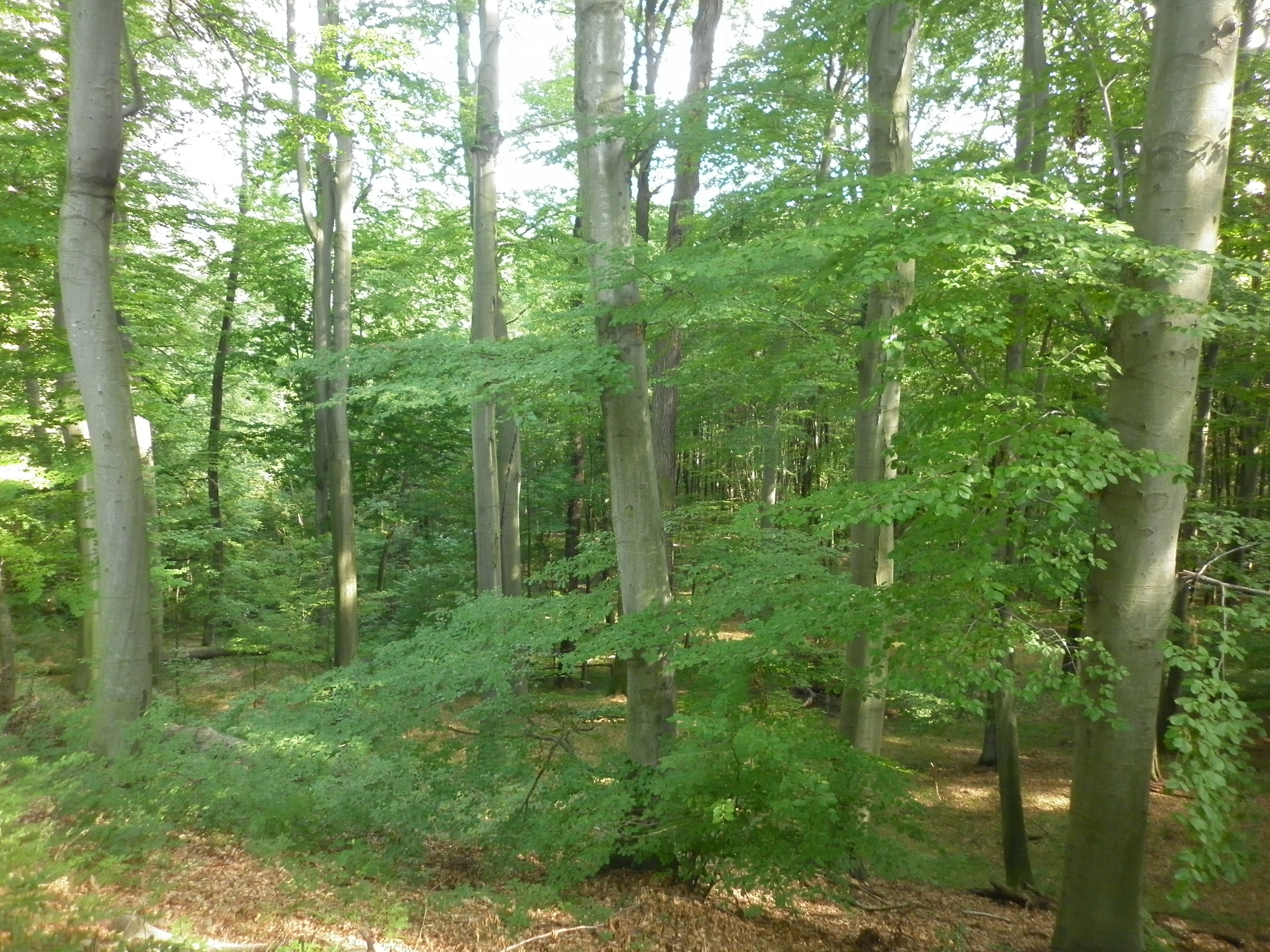
U Parku
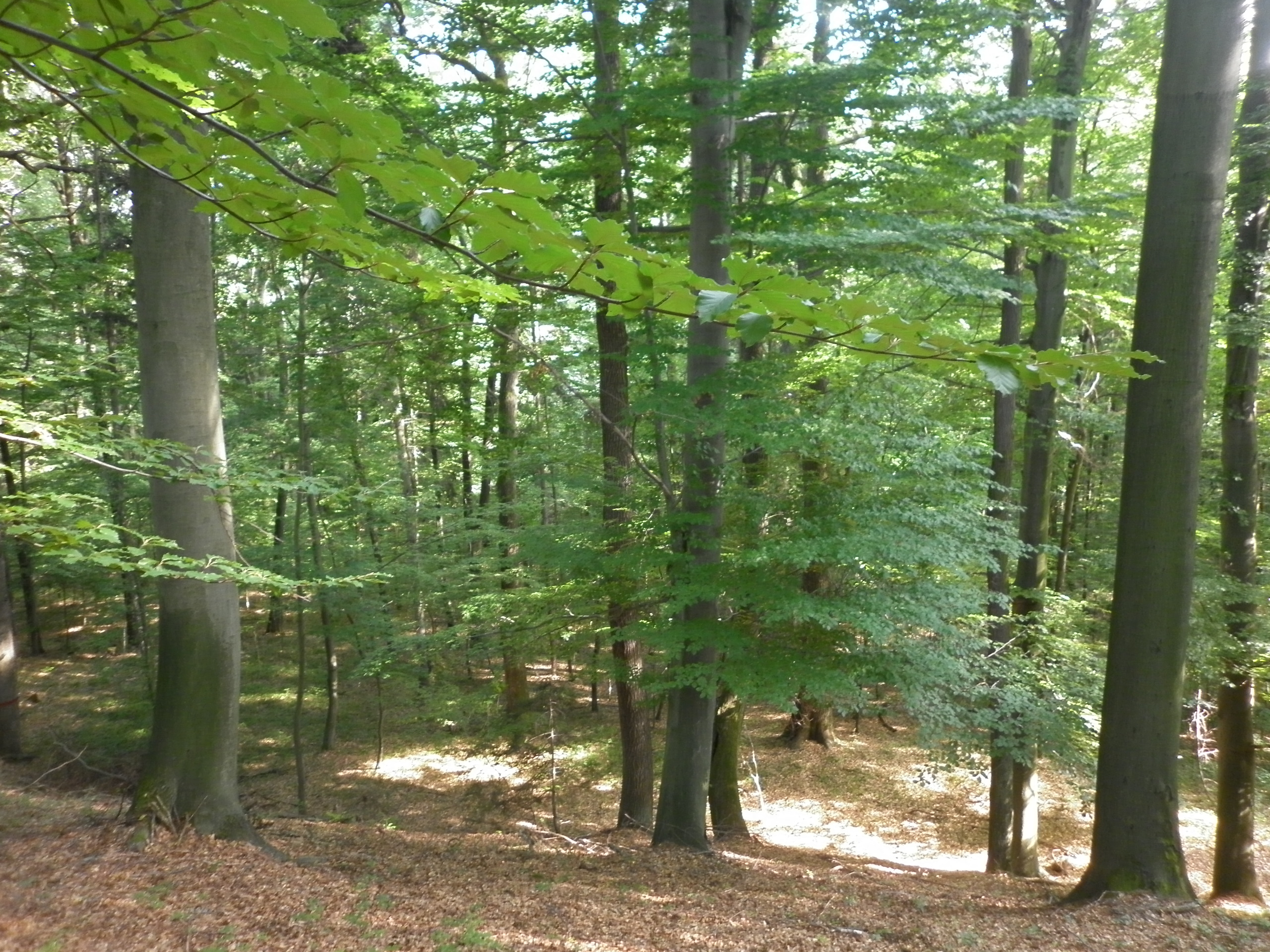
U Parku
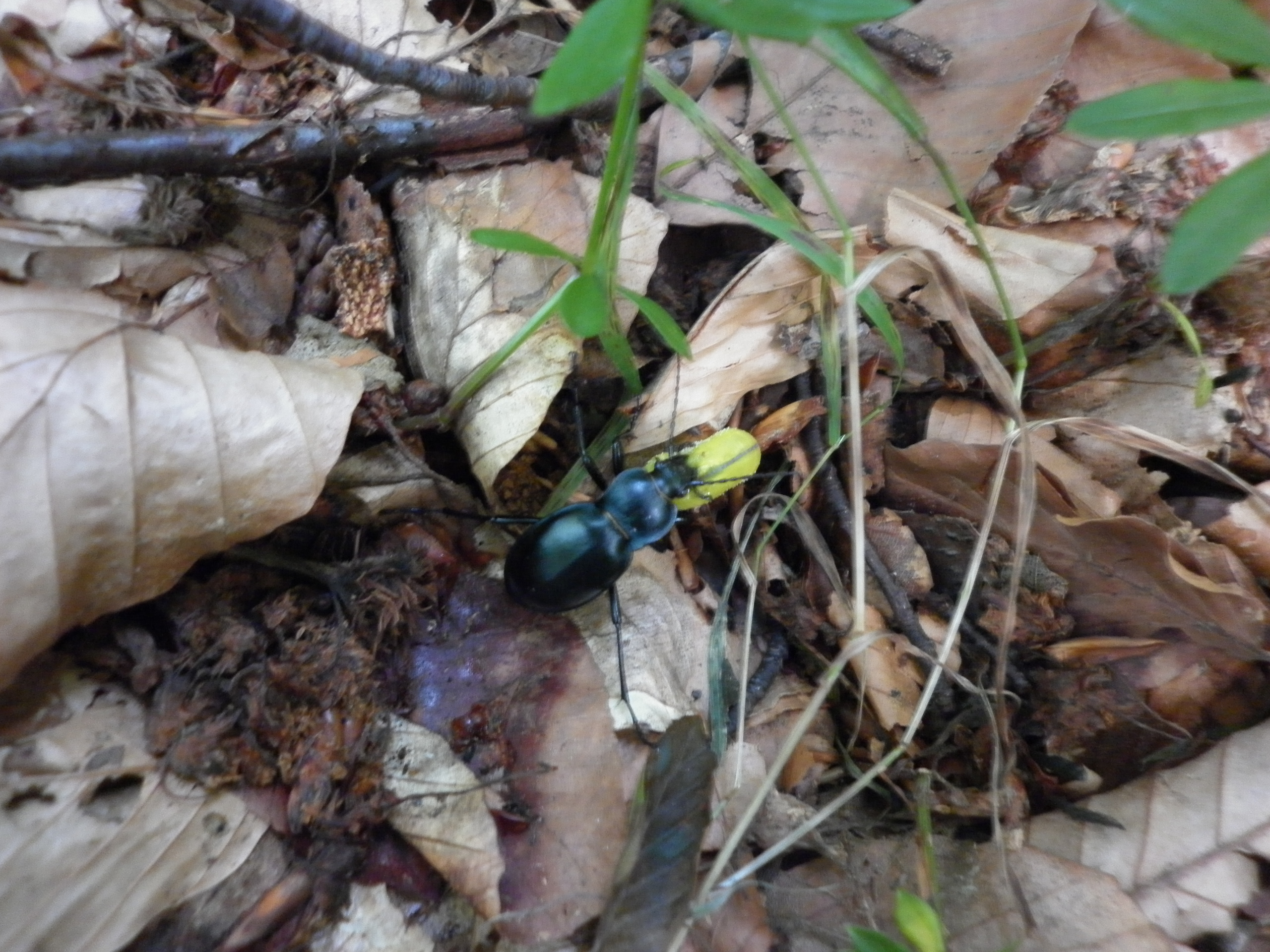
U Parku
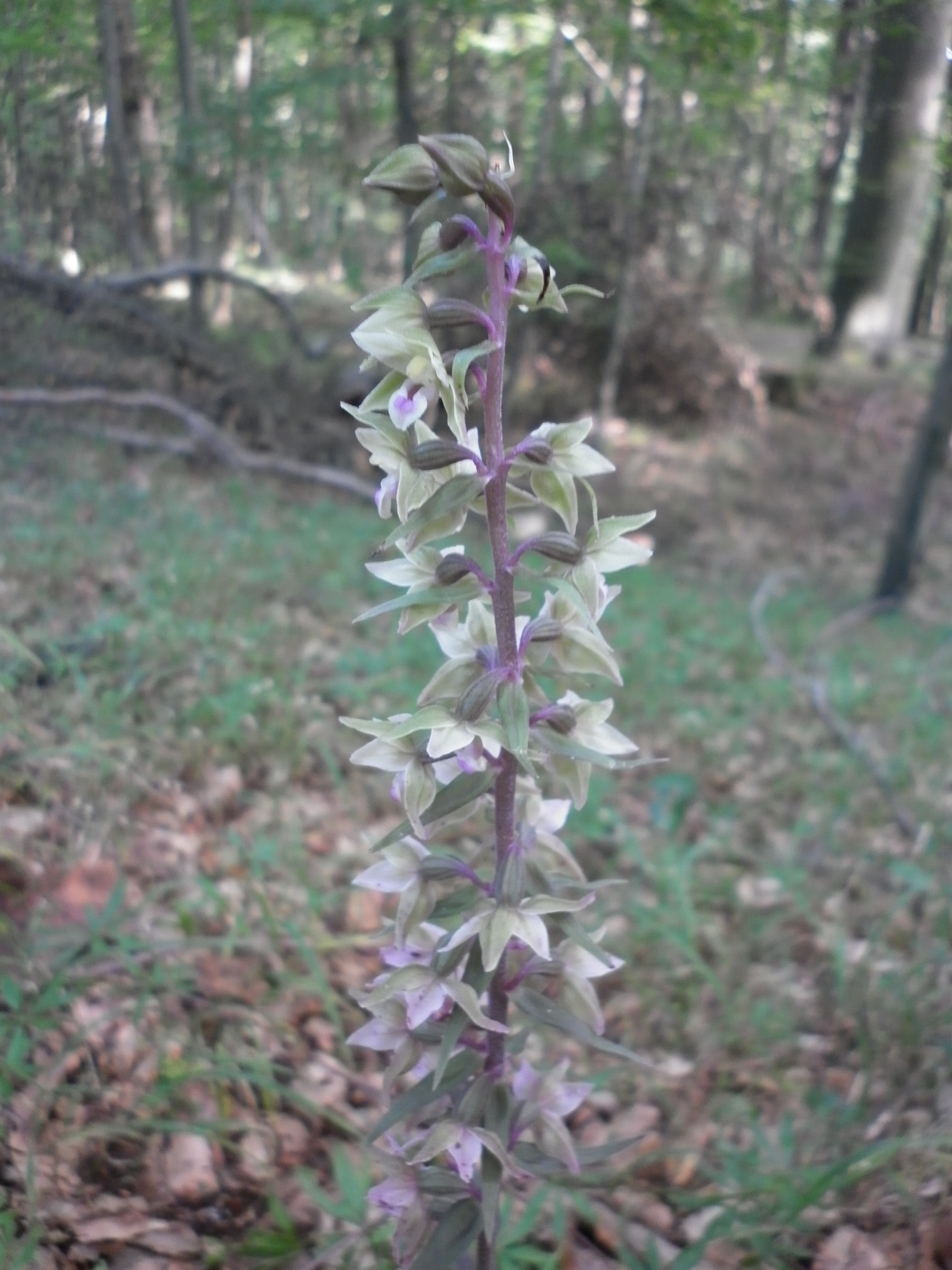
Kruštík modrofialový
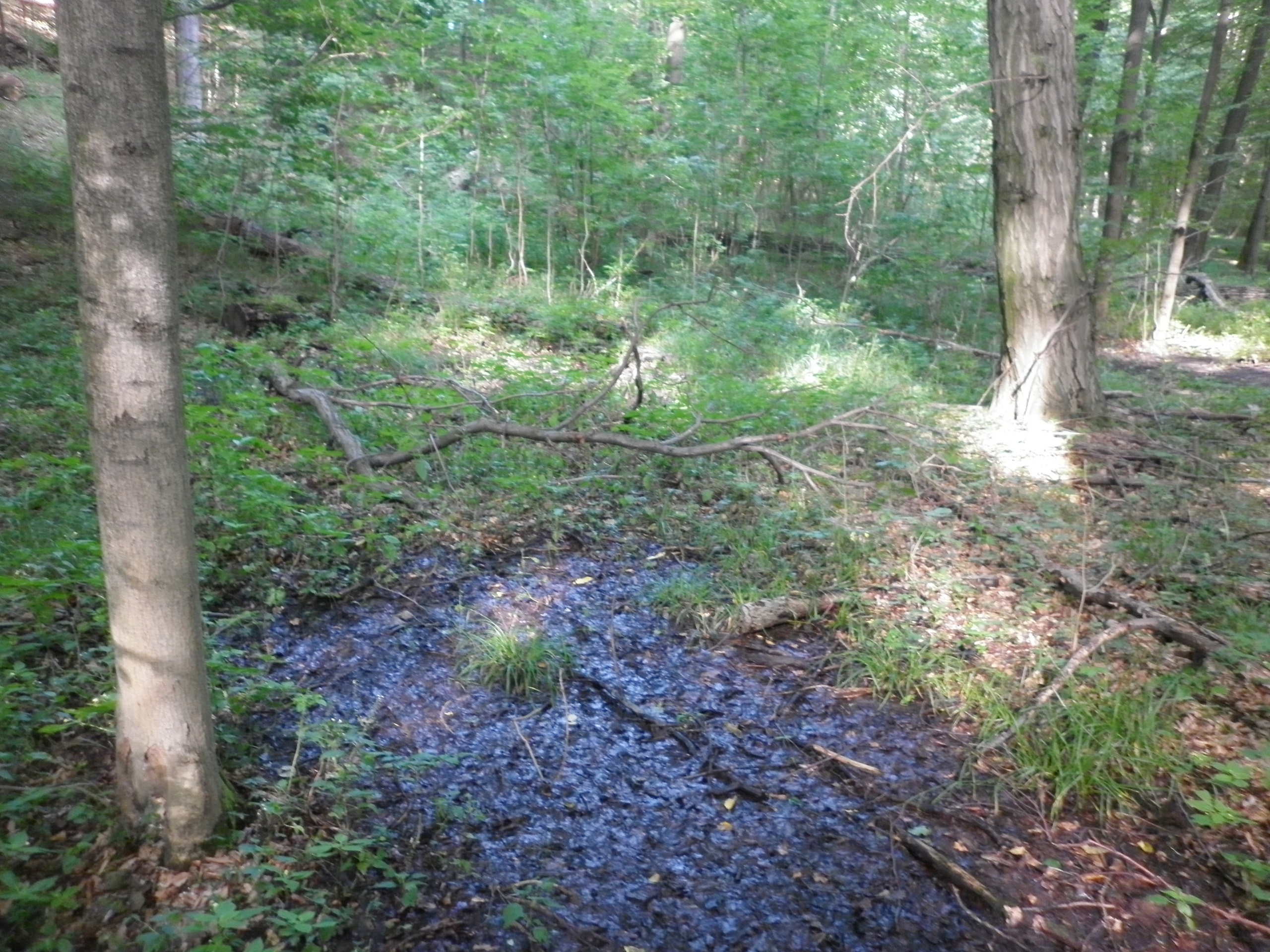
U Parku